# 李廷鑾
李廷鑾（？—？），安徽怀宁人，清朝政治人物。

## 生平
道光十八年八月，擔任清朝廣東省潮州府豐順縣知縣。后由陳發新接任。道光二十年七月回任。后由裘愷齊接任。道光二十二年回任。后由王淮接任。